# 圣阿德雷斯
圣阿德雷斯（法語：Sainte-Adresse，法語發音：[sɛ̃t adʁɛs]）是法国诺曼底大区滨海塞纳省的一个市镇，属于勒阿弗尔区。第一次世界大战期间，圣阿德雷斯曾为比利时的首都。 

## 地理
圣阿德雷斯（49°30'23"N, 0°5'0"E）面积2.26 平方千米，位于法国诺曼底大区滨海塞纳省，勒阿弗尔市中心西北2千米，D147和D940公路的交界处。英吉利海峡构成市镇的西部边界。
与圣阿德雷斯接壤的市镇（或旧市镇、城区）包括：勒阿弗尔。
圣阿德雷斯的时区为UTC+01:00、UTC+02:00（夏令时）。

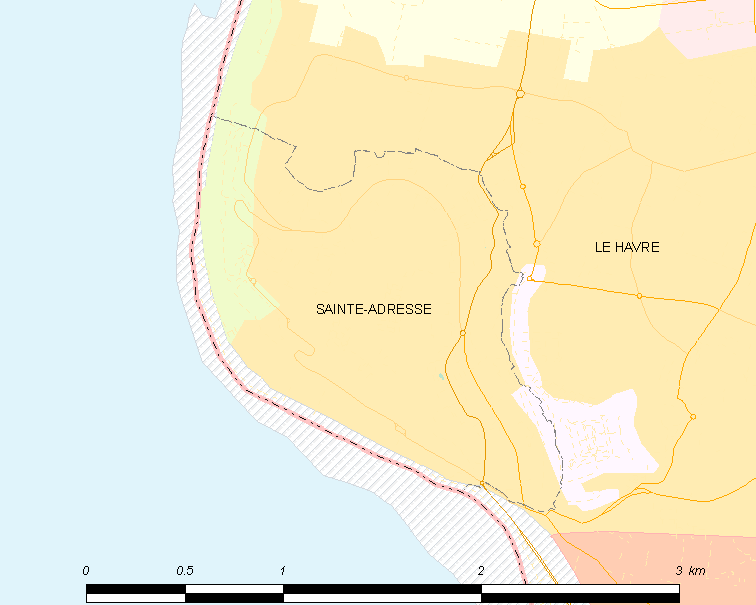
圣阿德雷斯的OSM定位图

## 行政
圣阿德雷斯的邮政编码为76310，INSEE市镇编码为76552。

## 政治
圣阿德雷斯所属的省级选区为勒阿弗尔第六县。

## 人口

1962-2008年间圣阿德雷斯人口变化图示

圣阿德雷斯于2022年1月1日时的人口数量为7015人。